# USS Gunason (DE-795)
USS Gunason (DE-795) là một tàu hộ tống khu trục lớp Buckley được Hải quân Hoa Kỳ chế tạo trong Chiến tranh Thế giới thứ hai. Tên nó được đặt theo Trung úy Hải quân Robert W. Gunason (1919-1942), người từng phục vụ trên tàu tuần dương hạng nặng Astoria (CA-34) và đã tử trận trong Trận chiến đảo Savo vào ngày 9 tháng 8, 1942. Nó đã phục vụ cho đến khi chiến tranh kết thúc, xuất biên chế năm 1948 và bị tháo dỡ năm 1973.

## Thiết kế và chế tạo
Những chiếc thuộc lớp tàu hộ tống khu trục Buckley có chiều dài chung 306 ft (93 m), mạn tàu rộng 37 ft 1 in (11,30 m) và độ sâu mớn nước khi đầy tải là 11 ft 3 in (3,43 m). Chúng có trọng lượng choán nước tiêu chuẩn 1.400 tấn Anh (1.400 t); và lên đến 1.740 tấn Anh (1.770 t) khi đầy tải. Hệ thống động lực bao gồm hai turbine hơi nước General Electric công suất 13.500 mã lực (10.100 kW), dẫn động hai máy phát điện công suất 9.200 kilôwatt (12.300 hp) để vận hành hai trục chân vịt;  công suất 12.000 hp (8.900 kW) cho phép đạt được tốc độ tối đa 23 kn (26 mph; 43 km/h), và có dự trữ hành trình 6.000 nmi (6.900 mi; 11.000 km) khi di chuyển ở vận tốc đường trường 12 kn (14 mph; 22 km/h).
Vũ khí trang bị bao gồm ba pháo 3 in (76 mm)/50 cal trên tháp pháo nòng đơn có thể đối hạm hoặc phòng không, một khẩu đội 1,1 inch/75 caliber bốn nòng và tám pháo phòng không Oerlikon 20 mm. Vũ khí chống ngầm bao gồm một dàn súng cối chống tàu ngầm Hedgehog Mk. 10 (có 24 nòng và mang theo 144 quả đạn); hai đường ray Mk. 9 và tám máy phóng K3 Mk. 6 để thả mìn sâu. Khác biệt đáng kể so với lớp Evarts dẫn trước là chúng có thêm ba ống phóng ngư lôi Mark 15 21 inch (533 mm). Thủy thủ đoàn đầy đủ bao gồm 186 sĩ quan và thủy thủ.
Gunason được đặt lườn tại xưởng tàu của hãng Consolidated Steel Corp., Ltd. tại Orange, Texas vào ngày 9 tháng 8, 1943. Nó được hạ thủy vào ngày 16 tháng 10, 1943; được đỡ đầu bởi bà Mabel Meneley, mẹ Trung úy Gunason, và nhập biên chế vào ngày 1 tháng 2, 1944 dưới quyền chỉ huy của Hạm trưởng, Trung tá Hải quân Harrison G White.

## Lịch sử hoạt động

### Mặt trận Đại Tây Dương
Sau khi hoàn tất việc chạy thử máy huấn luyện tại khu vực Bermuda và sửa chữa sau chạy thử máy, Gunason khởi hành từ Boston vào ngày 6 tháng 4, 1944 để đi sang vùng biển Caribe, làm nhiệm vụ hộ tống vận tải giữa các nhóm đảo. Cho đến tháng 6, nó thường xuyên đi lại giữa Trinidad và vịnh Guantánamo, Cuba. Rời Trinidad vào ngày 2 tháng 6, nó đi đến Barbados để gặp gỡ một tàu buôn đang vận chuyển một lượt người Barbados đầu tiên đến Hoa Kỳ để giải quyết vấn đề thiếu hụt lực lượng lao động nông nghiệp trong chiến tranh; rồi hộ tống con tàu đi đến Miami, Florida. 
Sau khi được sửa chữa tại Boston, Gunason đi đến Casco Bay, Maine vào ngày 25 tháng 6, tham gia cùng các tàu hộ tống khu trục chị em khác để hướng đến Hampton Roads, đến nơi vào ngày 2 tháng 7 để cùng hình thành nên Lực lượng Đặc nhiệm 61. Trong thành phần đơn vị này, con tàu đã hoàn tất ba chuyến hộ tống vận tải khứ hồi vượt Đại Tây Dương, khởi hành từ Hampton Roads để lần lượt đi đến Bizerte, Tunisia; Plymouth, Anh; và Oran, Algeria trong khoảng thời gian từ ngày 4 tháng 7, 1944 đến ngày 8 tháng 1, 1945. Trong các chuyến đi, đoàn tàu từng bị tàu ngầm U-boat Đức tấn công trên đường đi nhưng không có thiệt hại nào.

### Mặt trận Thái Bình Dương
Gunason khởi hành từ Boston vào ngày 27 tháng 1, 1945 để đi sang khu vực Mặt trận Thái Bình Dương; nó băng qua kênh đào Panama và đi đến đảo Manus thuộc quần đảo Admiralty vào ngày 4 tháng 3. Trong ba tháng tiếp theo nó phục vụ hộ tống các đoàn tàu vận tải hướng sang đảo Leyte, Philippines để hỗ trợ cho chiến dịch đổ bộ lên Okinawa. Sang tháng 6, nó hộ tống các tàu chở quân đi từ Hollandia đến Manila, rồi viếng thăm Ulithi trước khi quay trở lại Manila một lần nữa vào tháng 7. 
Rời vịnh Subic, Philippines vào ngày 26 tháng 7, Gunason cùng ba tàu hộ tống khu trục khác bảo vệ cho một chi hạm đội tàu đổ bộ hướng sang Okinawa, đến nơi chín ngày sau đó. Lực lượng chịu đựng một đợt không kích của đối phương tại bãi Hagushi lúc bình minh ngày 5 tháng 8, nhưng đoàn tàu không chịu tổn thất nào. Nó quay trở về Leyte vào ngày 8 tháng 8, tiếp tục thực hiện một chuyến hộ tống vận tải khứ hồi sang Ulithi. Vào lúc này Nhật Bản đã chấp nhận đầu hàng vào ngày 15 tháng 8 giúp kết thúc cuộc xung đột.
Gunason lên đường vào ngày 30 tháng 8 cho một chuyến hộ tống vận tải từ Leyte hướng sang Tokyo; đoàn tàu, một hải đội tàu đổ bộ LCI tiến vào vịnh Tokyo vào ngày 7 tháng 9. Nó lên đường ngay ngày hôm sau để quay trở lại Manila, đến nơi vào ngày 17 tháng 9, và ở lại vùng biển Philippines cho đến tháng 11. Trong giai đoạn này nó từng tham gia hoạt động của Đoàn Điều tra Tội ác Chiến tranh đến đảo Batan; những chứng cứ thu thập được sau này được sử dụng làm bằng chứng kết án tướng Yamashita Tomoyuki. Con tàu cũng tìm kiếm một máy bay bị rơi và hoạt động huấn luyện cùng tàu ngầm tại vịnh Subic cho đến ngày 26 tháng 11, khi nó lên đường quay trở về Hoa Kỳ.
Về đến San Diego, California vào ngày 17 tháng 12, Gunason ở lại vùng bờ Tây cho đến ngày 10 tháng 2, 1947, khi nó lại được phái sang phục vụ tại Viễn Đông. Đi ngang qua Trân Châu Cảng và Guam, nó đi đến Sasebo, Nagasaki, Nhật Bản vào ngày 10 tháng 3 và ở lại đây trong ba ngày trước khi tiếp tục hành trình đi sang vùng biển Triều Tiên. Nó ở lại khu vực này, cùng những lượt viếng thăm Thanh Đảo và Yokosuka, cho đến ngày 10 tháng 9 khi nó lên đường quay trở về vùng bờ biển California.

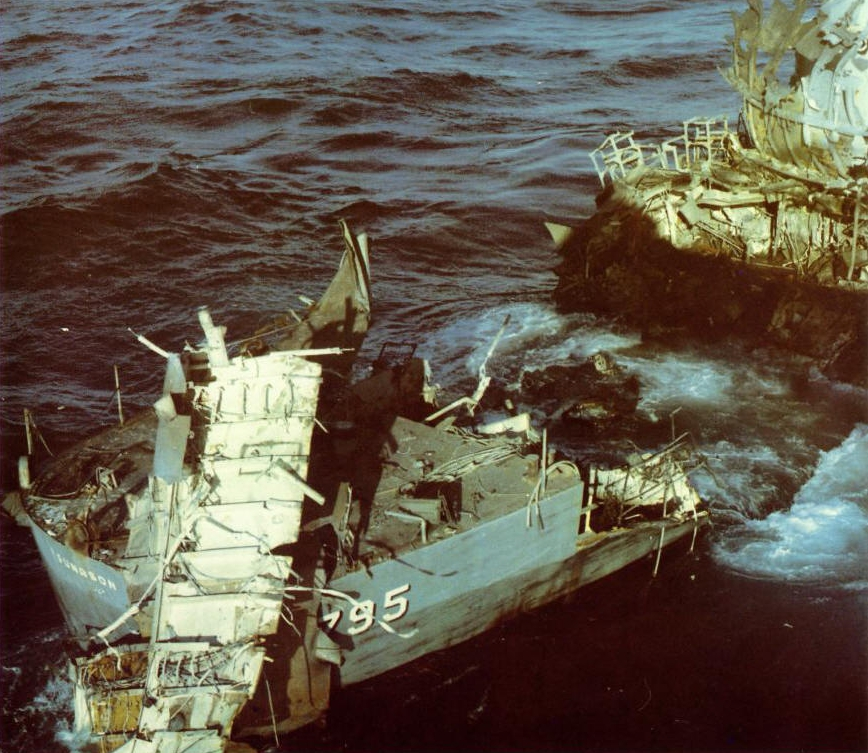
Gunason được sử dụng như mục tiêu thực hành tên lửa Harpoon, năm 1973.

Về đến San Diego vào ngày 19 tháng 9, Gunason tiếp tục hoạt động tại vùng bờ Tây cho đến ngày 12 tháng 12, khi nó đi vào Xưởng hải quân Long Beach để chuẩn bị ngừng hoạt động. Nó được cho xuất biên chế vào ngày 13 tháng 3, 1948 và đưa về Hạm đội Dự bị Thái Bình Dương tại Mare Island. Con tàu được kéo đến Stockton, California vào năm 1969; được rút tên khỏi danh sách Đăng bạ Hải quân vào ngày 1 tháng 9, 1973, và cuối cùng bị đánh chìm như mục tiêu để thử nghiệm tên lửa Harpoon vào ngày 28 tháng 7, 1973.

## Phần thưởng[8]
|  |  |  |
|  |  |  |

| Huân chương Chiến dịch Hoa Kỳ                      | Huân chương Chiến dịch Hoa Kỳ        | Huân chương Chiến dịch Châu Á-Thái Bình Dương | Huân chương Chiến dịch Châu Á-Thái Bình Dương  |
| Huân chương Chiến dịch Châu Âu-Châu Phi-Trung Đông | Huân chương Chiến thắng Thế Chiến II | Huân chương Chiến thắng Thế Chiến II          | Huân chương Giải phóng Philippine (Philippine) |